# 鳥海久義
鳥海 久義（とりうみ ひさよし、1932年(昭和7年) - ）は、日本の英文学者、和洋女子大学名誉教授。
神奈川県横浜市生まれ。早稲田大学第一文学部英文科卒、同大学院修士終了。和洋女子大学英文学科助教授、教授、2003年定年、名誉教授。

## 著書
- 『エミリ・ブロンテの詩の世界』開文社、1962
- 『ヤーヌスの詩と信念 アーノルドと英国の詩人たち』開文社出版、1972
- 『ブロンテ姉妹の世界』評論社 英米文学シリーズ、1978
- 『ラファエル前派と世紀末』評論社 英米文学シリーズ、1993
- 『エリンの残照 アイリッシュエッセイズ』丸善プラネット、2003

### 翻訳
- 『ラフカディオ・ハーン著作集 第13巻 詩論・詩人論』佐藤喬、神田庄二共訳 恒文社、1987

## 参考
- [ISBN　978-4-901689-24-3]